# Geografía de Samoa

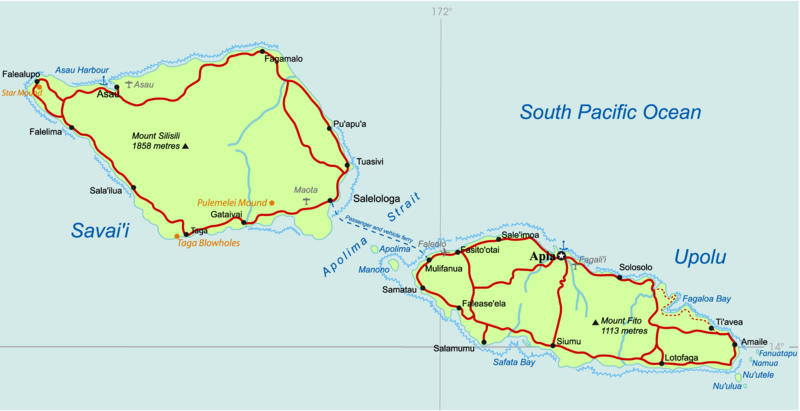
Mapa de Samoa.

El estado de Samoa está formado por dos grandes islas, Upolu y Savai'i, y otros siete islotes más pequeños localizados aproximadamente a mitad de camino entre Hawái y Nueva Zelanda, en la región de la Polinesia, en el océano Pacífico. La principal isla, Upolu, concentra casi tres cuartos de la población de Samoa y en ella se ubica su capital, Apia. El clima es tropical, con una temporada de lluvias entre noviembre y abril, suelen ocurrir ciclones ocasionales y vulcanismo activo. Las islas poseen una planicie costera estrecha con montañas volcánicas y rocosas en su interior. 
Hay tres islotes en el estrecho de Apolima, que separa las dos islas grandes: Manono (3 km²), Apolima (<1 km²) y Nu'ulopa. En el extremo oriental de Upolu se encuentran las cuatro islas Aleipata: Fanuatapu (0,15 km²), Nu'utele (1,08 km²), Namua (0,20 km²) y Nu'ulua (0,25 km²). Al sur de Upolu se encuentra la isla deshabitada de Nuʻusafeʻe, de menos de 1 ha.

## Localización
Samoa se encuentra en el continente de Oceanía, en un archipiélago del océano Pacífico sur, aproximadamente a medio camino entre Hawái y Nueva Zelanda. Al este se encuentra la Samoa Americana (véase Geografía de Samoa Americana). No posee fronteras territoriales.

## Islas del archipiélago de Samoa
| Isla        | Superficie | Línea de costa | Población | Punto más elevado | Última erupción volcánica | País/Territorio            |
| ----------- | ---------- | -------------- | --------- | ----------------- | ------------------------- | -------------------------- |
| Savaiʻi     | 1 694      | 195            | 43 142    | 1 858             | 1911                      | Bandera de Samoa           |
| Upolu       | 1 125      | 197            | 143 418   | 1 113             | Desconocido               | Bandera de Samoa           |
| Tutuila     | 142.3      | 135            | 55 876    | 653               | 440                       | Bandera de Samoa Americana |
| ’Uvea       | 96         | 43             | 8 333     | 131               | Desconocido               | Bandera de Francia         |
| Taʻū        | 47.02      | 32             | 790       | 931               | Desconocido               | Bandera de Samoa Americana |
| Ofu         | 7.215      | 11.47          | 176       | 491               | 1866                      | Bandera de Samoa Americana |
| Olosega     | 5.163      | 13.38          | 172       | 629               | 1866                      | Bandera de Samoa Americana |
| Apolima     | 4.1        | 4.19           | 75        | 165               | Desconocido               | Bandera de Samoa           |
| Manono      | 3          | 7.5            | 889       | 37                | Desconocido               | Bandera de Samoa           |
| Nuʻutele    | 1.15       | 5.04           | 0         | 180               | Desconocido               | Bandera de Samoa           |
| Niulakita   | 0.4        | 2.2            | 34        | 4.6               | Cretácico                 | Bandera de Tuvalu          |
| Nuʻulua     | 0.23       | 2.78           | 0         | 96                | Desconocido               | Bandera de Samoa           |
| Namua       | 0.18       | 2.08           | 0         | 91                | Desconocido               | Bandera de Samoa           |
| Fanuatapu   | 0.06       | 1.81           | 0         | 31                | Desconocido               | Bandera de Samoa           |
| Atolón Rose | 0.05       | 0.75           | 0         | 3.5               | 10 000 a. C.              | Bandera de Samoa Americana |
| Nu'ulopa    | 0.01       | 0.45           | 0         | 37                | Desconocido               | Bandera de Samoa           |
| Total       | 3,126      | 654            | 252 905   |                   |                           |                            |

## Geología

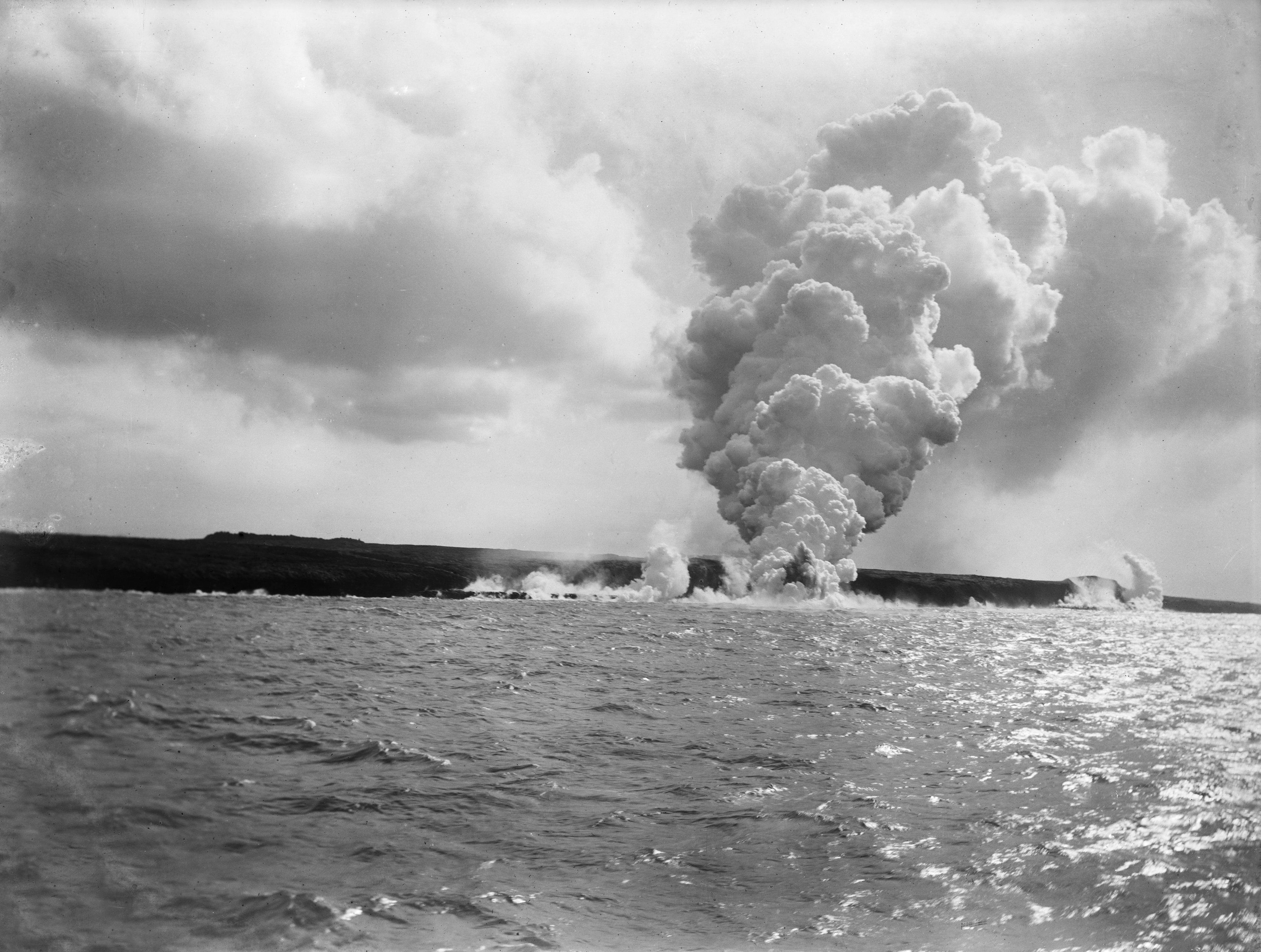
Erupción del monte Matavanu, en Savai'i, en 1905.

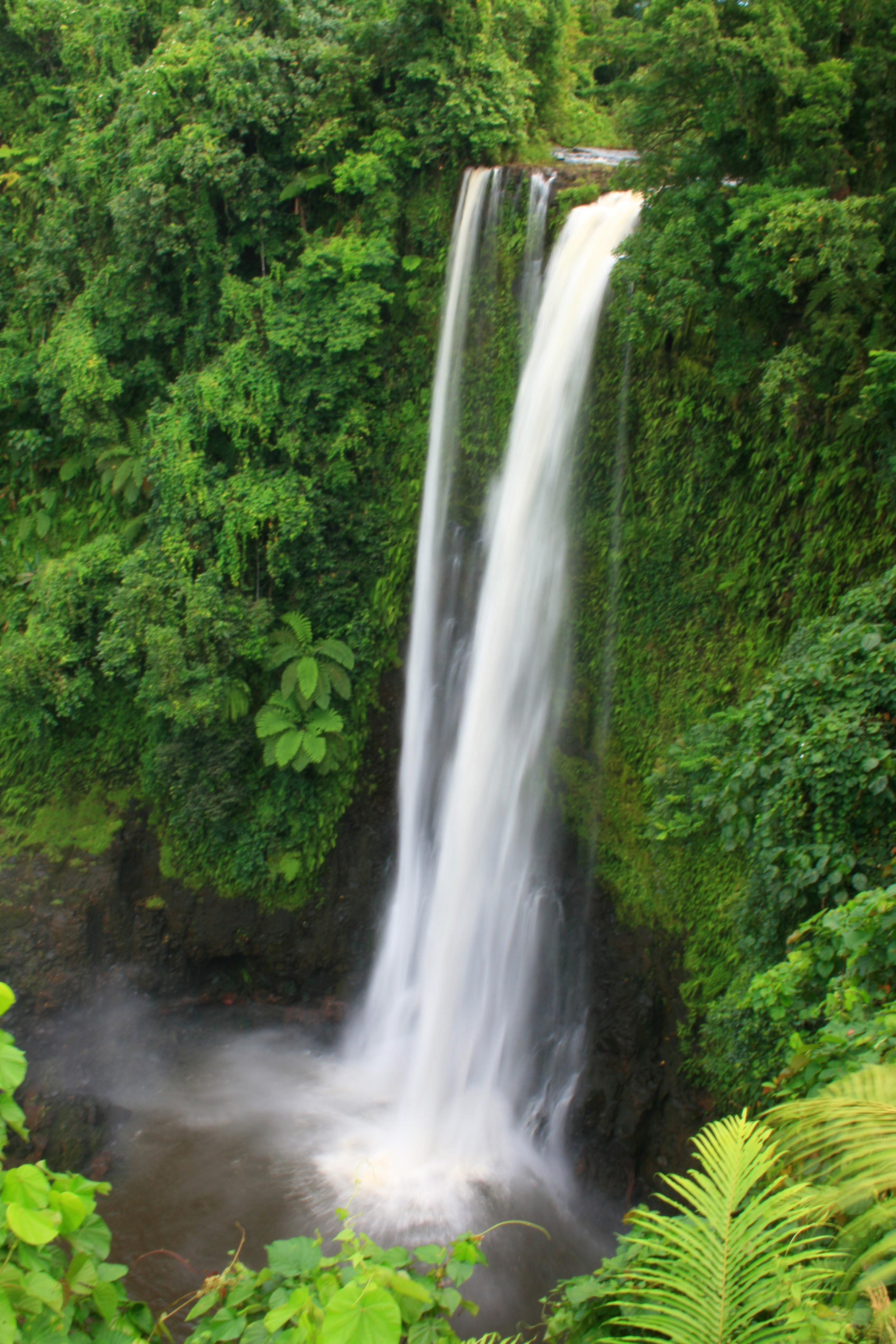
Cascada de Fuipisia, en la isla de upolu.

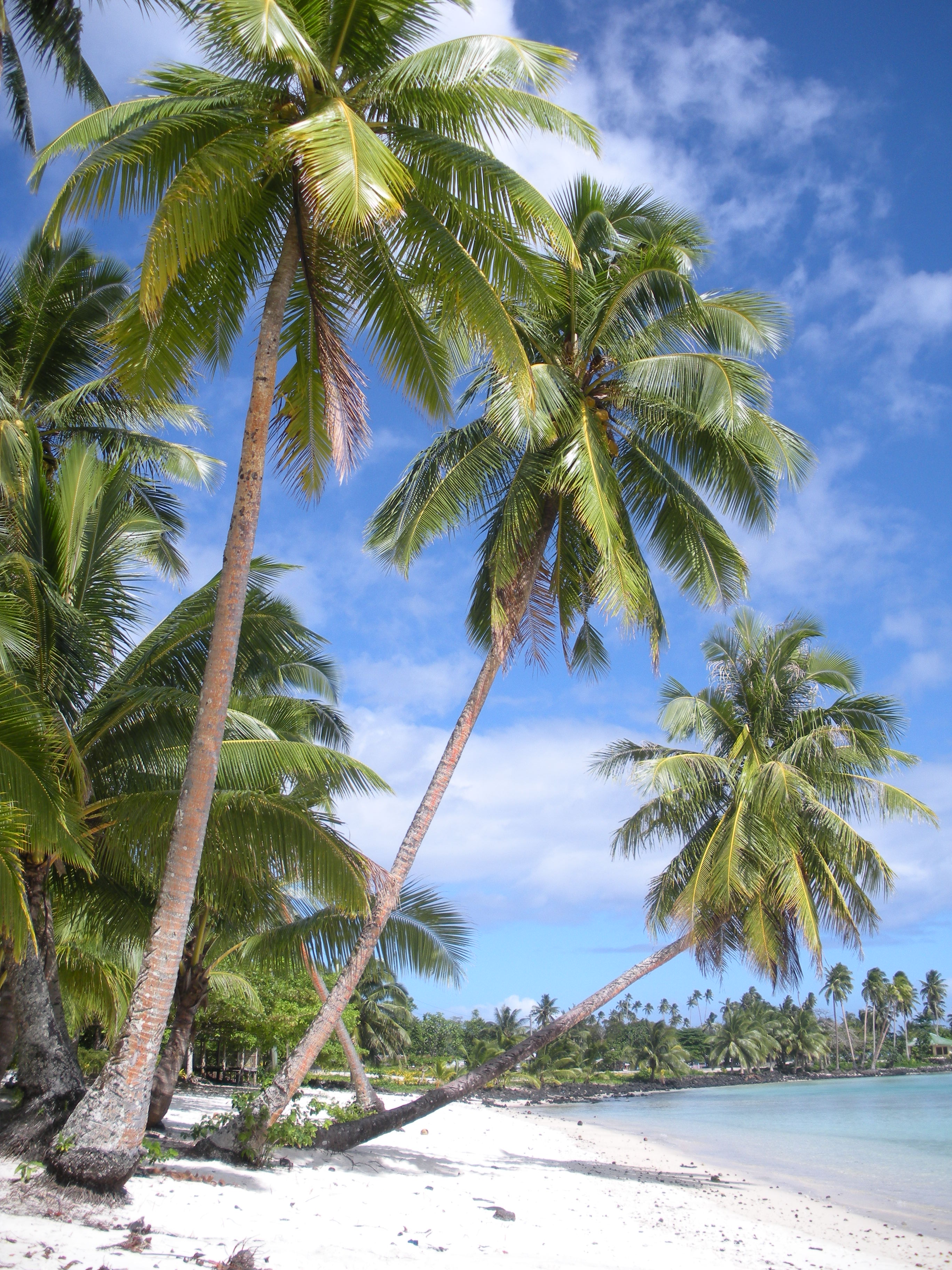
Lefaga, en la costa sur de Upolu

Geológicamente, Samoa forma parte de la cadena samoana, que incluye además de las islas de Samoa, Tutuila, las islas Manu'a y el atolón Rose, al este, pertenecientes a la Samoa americana. La cadena, en el extremo sudoeste de la placa Pacífica, está formada por tres islas volcánicas: Tutuila, Upolu y Savaii, y numerosos islotes. La subducción de la placa Pacífica, al sur de las islas, que es la causa de los fenómenos volcánicos, forma la fosa de Tonga, cuyo horizonte profundo es de 10.882 m.
La isla de Savai'i constituye un campo volcánico masivo de basalto formado de oeste-noroeste a este-sudeste, que se abre en dos fisuras al este de 75 km, que dan forma a la isla. Su formación en el Plioceno y el Pleistoceno fue seguida por la erosión marina y de las corrientes, la inmersión parcial y el crecimiento de los arrecifes de coral. El último periodo de erupciones en el Pleistoceno y el Holoceno produjo grandes corrientes de lava que enterraron parcialmente los arrecifes. Numerosos conos de ceniza y lava puntearon la amplia cresta de Savai'i, que se elevó en forma de domo hasta los 1858 m en el monte Silisili (-13.61°S / -172.53°W). En los flancos centrales norte y sur hay numerosos conos adicionales. En el siglo XX ha habido dos erupciones -la última, del monte Matavanu, en 1911-, que han provocado corrientes de lava en un frente de hasta 15 km de anchura.
La isla de Upolu está formada por un extenso campo volcánico de 75 km de longitud, en dirección este-oeste, formado durante las extensas erupciones ocurridas en el Plioceno y el Pleistoceno. El último periodo de actividad formó un segmento de 20 km de largo en el centro de la isla, y hace entre 500 y 1 000 años, se formaron las últimas corrientes de lava en el centro y oeste, cerca de la cresta. Uno de los flujos más jóvenes alcanzó la costa norte-central con un frente de 1,5 km de anchura el este de la bahía Vailele, y otro viajó por el canal del río Lefaga hasta la costa sudoeste en la bahía Lefaga. La isla de Apolima es un cono de ceniza demasiado joven para estar rodeado por un arrecife de coral.
Las seis principales formaciones volcánicas de las islas son Fagaloa, Salani y Mulifanua, Lefaga, Puapua y Aopo, y Vini. Cuatro de las seis están formadas por pahoehoe (coladas de lavas basálticas) intercaladas y coladas aa, estas últimas causadas por una corriente de lava fluida que se enfría rápidamente, perdiendo los gases y formando una superficie plana e irregular, como una piel coriácea. Vini está formada por toba volcánica. Lefaga, al sur de Upolu, es la más densa. Fagaloa, con más de un millón de años, es la más vieja, en el nordeste de Upolu.

## Flora y fauna

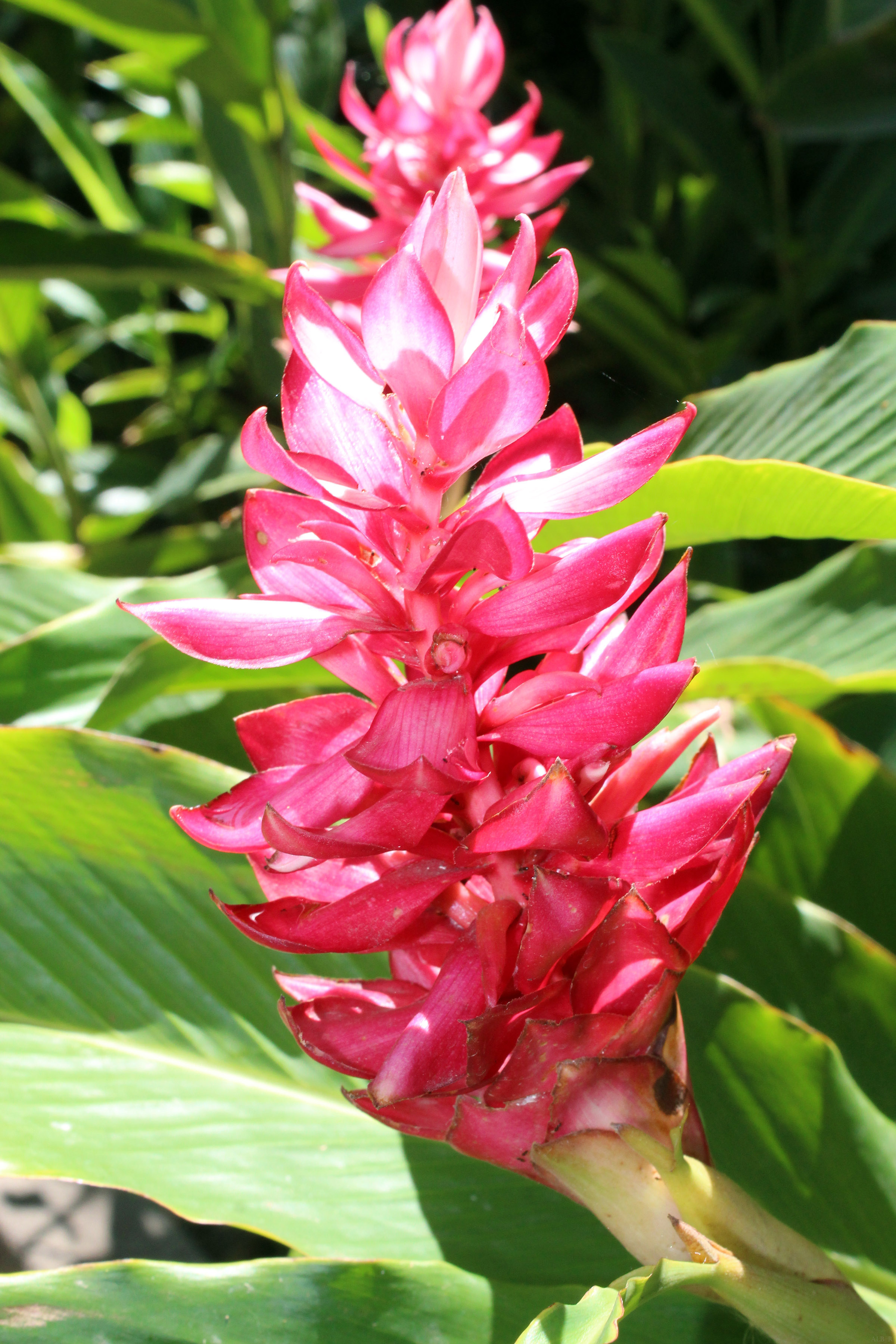
Jengibre rojo o platanillo, la flor nacional de Samoa.

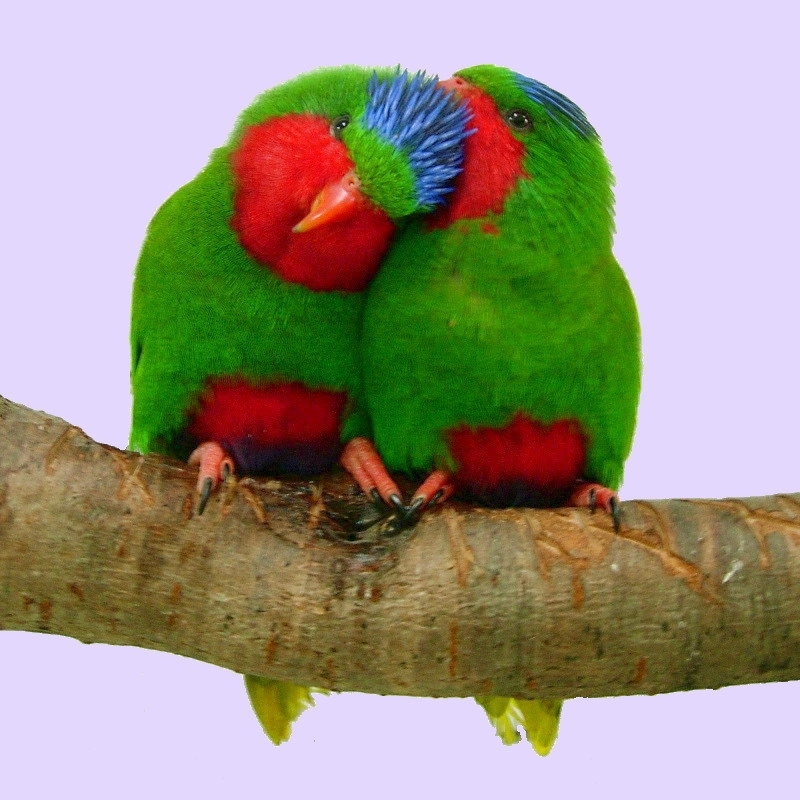
Lori de Samoa, que se alimenta del néctar del cocotero.

La flora de Samoa comprende unas 550 especies nativas de plantas con flores, que pertenecen a 95 familias y 300 géneros. Aunque es la segunda isla de la Polinesia tropical en abundancia, detrás de Hawái, tiene un tercio de las plantas que Fiji, que se encuentra a 1100 km al oeste. La familia más numerosa es la de las orquídeas, con unas 100 especies. Solo dos géneros son endémicos, Sarcopygme, una rubiácea y Solfia, una arecácea, que forman el 30% de la vegetación.
A lo largo de la costa hay manglares, pandanos, Barringtonia, hibiscus y vegetación de playa común en el Pacífico. Los bosques cercanos de las tierras bajas han sido extensivamente cortados en Upolu y menos en Savai'i. En los bosques, el árbol más representativo es el baniano o aoa, de la especie Ficus proxila, propia de la Polinesia. Este árbol crece al revés, ya que las aves depositan sus semillas en la copa de otros árboles y este se desarrolla hacia abajo envolviendo el árbol original. Otras especies típicas son el futu (Barringtonia asiatica), un árbol mediano, venenoso, propio de los manglares; (Erythrina variegata), originario de la India; (Myristica inutilis), del género que provee la nuez moscada; (Diospyros samoensis) que produce la madera de ébano de las islas; (Inocarpus fagifer), el castaño de Tahití; (Cananga  odorata) o ylang ylang, que produce una fragancia muy intensa y cuyo fruto es apreciado por muchas aves, y el  helecho arborescente (Cyathea spp.).
La flor nacional de Samoa es la Alpinia purpurata o platanillo.
El cocotero (Cocos nucifera) es ampliamente utilizado para obtener copra, material de construcción, útiles domésticos y adornos. Abundan los hibiscos, las buganvillas y las gardenias. La flor de la  cananga se usa para hace collares de flores.
La introducción de herbívoros ha sido una amenaza para las plantas nativas desde los primeros asentamientos, puesto que en las islas no había otros mamíferos que no fueran murciélagos. Rápidamente, se introducen ratas, cerdos y perros. Las ratas se alimentan de palmas (Arecáceas). Los cerdos rastrean las raíces. Perros y gatos no tienen ninguna influencia. La IUCN incluye cinco plantas de Samoa en su lista de roja: Solfia samoensis, una palmera montana, la palmera Clinostigma samoense, Aglaia elaegnoidea y Aglaia samoensis, meliáceas de madera dura, y Calophyllum neo-ebudicum, una calofilácea.
Hay dos especies de murciélagos en Samoa, Pteropus tonganus y Pteropus samoensis (pe'a o pe'a vao). Ambos tienen buen tamaño, son frugívoros, se alimentan del árbol del pan, de las higueras (Ficus obliqua), de la Planchonella samoensis, una sapotácea, de Calophyllum inophyllum, de Pometia pinnata, del castaño de Tahití, del Elaeocarpus ulianus y de Syzygium inophylloides.
En el mar, destacan la almeja gigante y los peces cirujano Acanthurus lineatus y Acanthurus triostegus.

## Clima

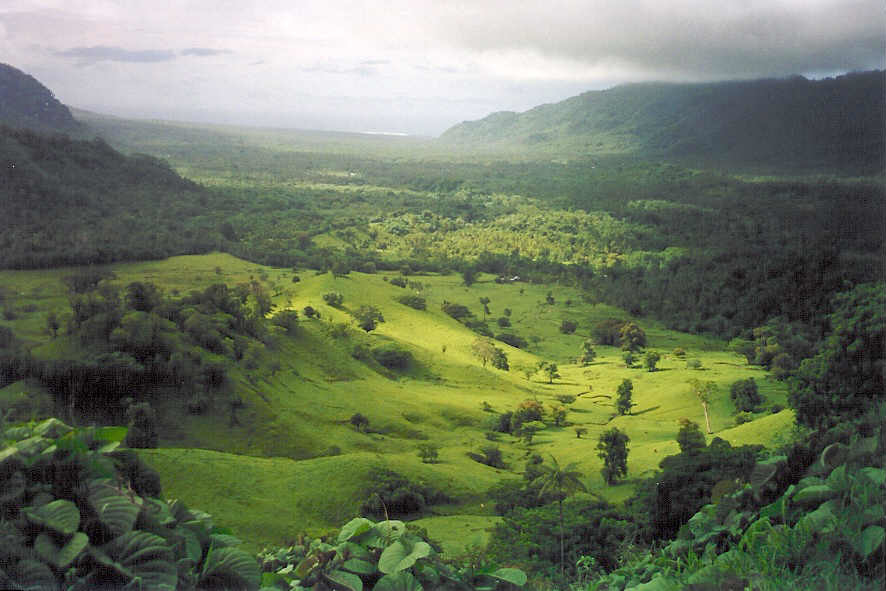
Vista del valle Falefa, al este de Upolu.

El clima de Samoa, al sur del ecuador, es tropical, cálido, húmedo y lluvioso todo el año, con un máximo de lluvias entre diciembre y marzo y un mínimo entre junio y septiembre. Las precipitaciones suelen darse en forma de chaparrones y tormentas de corta duración, excepto entre diciembre y marzo, cuando puede llover durante varias horas. Las temperaturas son estables todo el año, con una ligerísima variación en la época más seca, en que pueden bajar uno o dos grados entre junio y septiembre. Los vientos constantes del sudoeste hacen el clima muy soportable y al mismo tiempo hacen que las lluvias aumente en los relieves, por ejemplo, en el monte Silisili, de 1858 m, las precipitaciones pasan de los 5000 mm anuales.
En la capital, Apia, al norte de la isla Upolu, caen unos 2800-3000 mm anuales, con un máximo de 450-490 mm en enero y 19 días de lluvia, y un mínimo de 80-120 mm en julio y agosto, con solo 8 y 9 días de lluvia. Las temperaturas oscilan entre 23 y 29.oC entre junio y septiembre, y entre 24 y 30.oC el resto del año. La temperatura del mar oscila entre 28 y 29.oC.
Los ciclones pueden darse entre noviembre y mediados de mayo, con excepciones como el ciclón Keli, en junio de 1997.
| Parámetros climáticos promedio de Apia         | Parámetros climáticos promedio de Apia | Parámetros climáticos promedio de Apia | Parámetros climáticos promedio de Apia | Parámetros climáticos promedio de Apia | Parámetros climáticos promedio de Apia | Parámetros climáticos promedio de Apia | Parámetros climáticos promedio de Apia | Parámetros climáticos promedio de Apia | Parámetros climáticos promedio de Apia | Parámetros climáticos promedio de Apia | Parámetros climáticos promedio de Apia | Parámetros climáticos promedio de Apia | Parámetros climáticos promedio de Apia |
| Mes                                            | Ene.                                   | Feb.                                   | Mar.                                   | Abr.                                   | May.                                   | Jun.                                   | Jul.                                   | Ago.                                   | Sep.                                   | Oct.                                   | Nov.                                   | Dic.                                   | Anual                                  |
| ---------------------------------------------- | -------------------------------------- | -------------------------------------- | -------------------------------------- | -------------------------------------- | -------------------------------------- | -------------------------------------- | -------------------------------------- | -------------------------------------- | -------------------------------------- | -------------------------------------- | -------------------------------------- | -------------------------------------- | -------------------------------------- |
| Temp. máx. media (°C)                          | 30.4                                   | 30.6                                   | 30.6                                   | 30.7                                   | 30.4                                   | 30.0                                   | 29.5                                   | 29.6                                   | 29.9                                   | 30.1                                   | 30.3                                   | 30.5                                   | 30.2                                   |
| Temp. mín. media (°C)                          | 23.9                                   | 24.2                                   | 24.0                                   | 23.8                                   | 23.4                                   | 23.2                                   | 22.6                                   | 22.8                                   | 23.1                                   | 23.4                                   | 23.6                                   | 23.8                                   | 23.5                                   |
| Precipitación total (mm)                       | 489.0                                  | 368.0                                  | 352.1                                  | 211.2                                  | 192.6                                  | 120.8                                  | 120.7                                  | 113.2                                  | 153.9                                  | 224.3                                  | 261.7                                  | 357.5                                  | 2965                                   |
| Fuente: World Meteorological Organization (UN) |                                        |                                        |                                        |                                        |                                        |                                        |                                        |                                        |                                        |                                        |                                        |                                        |                                        |

## Recursos
Entre los recursos naturales, el país posee bosques de madera dura, pescado, energía hidráulica, etc. Por uso de la tierra, el 21,2% es cultivable, el 24,38% posee pastos permanentes y 54,42% posee otros usos. Posee problemas ambientales como erosión del suelo, deforestación, especies invasoras y sobrepesca. En medio ambiente, forma parte de Biodiversidad, Cambio climático, Protocolo de Kioto sobre el cambio climático, Desertificación, Desechos peligrosos, Ley del mar, Protección de la capa de ozono (firmó, aunque no fue ratificado).

## Áreas protegidas de Samoa

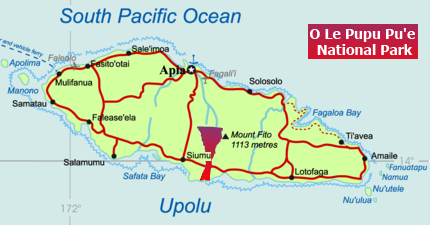
Parque nacional O Le Pupu Pu'e, en Upolu.

Según la IUCN, en Samoa hay 99 áreas protegidas que ocupan 238 km², el 8,22% del territorio, y 181 km² de áreas marinas, el 0.14% de la superficie que corresponde al país, de 132.306 km². De estas, 1 es una reserva marina, 1 es una reserva natural, 5 son parques nacionales, 6 son áreas marinas protegidas, 16 son reservas, 1 es un área de conservación, 59 son comunidades pesqueras y 6 son de otro tipo. Además hay 2 sitios Ramsar.

#### Parques nacionales
- Parque nacional de Cornwall, 25 km², en Savai'i
- Parque nacional de Lata, 50 km², en Savai'i
- Parque nacional de Mauga o Salafai, 59,7 km², en Savai'i
- Parque nacional del Lago Lanotoo, 8,5 km², en Upolu. En el centro de las tierras altas, consiste en tres pequeños lagos de cráter, Lanoto’o, Lanoata’ata y Lanoanea. Protege especies endémicas en peligro que viven en el bosque tropical, como la paloma manumea, el estornino de Samoa, el silbador de Samoa, el monarca samoano y el oruguero de Samoa. El lago Lanoto'o es además sitio Ramsar.
- Parque nacional de O Le Pupu Pu'e, 50,2 km² en Upolu. Una franja entre la costa sur y lo alto de la montaña. En su interior se encuentra la cueva Pe’ape’a, un tubo de lava habitado por la salangana polinesia. También se encuentra la cascada Ofa y un bosque tropical con grandes árboles.